# Yohann Gène
Yohann Gène (Pointe-à-Pitre, Guadalupe, 25 de junio de 1981) es un ciclista francés que fue profesional entre 2005 y 2019, perteneciendo al equipo Total Direct Énergie durante toda su carrera.
En 2011 se convirtió en el primer ciclista negro en participar en el Tour de Francia.
En junio de 2019 anunció su retirada como ciclista profesional al término de la temporada.

## Palmarés
2009
- 1 etapa del Tour de Langkawi

2010
- 1 etapa de la Tropicale Amissa Bongo

2011
- 2 etapas de la Tropicale Amissa Bongo
- 1 etapa del Tour de Sudáfrica

2012
- 2 etapas de la Tropicale Amissa Bongo

2013
- Tropicale Amissa Bongo, más 1 etapa
- 1 etapa de la Ruta del Sur

2014
- 1 etapa de los Boucles de la Mayenne

2017
- Tropicale Amissa Bongo, más 1 etapa

## Resultados en Grandes Vueltas
Durante su carrera deportiva consiguió los siguientes puestos en las Grandes Vueltas:
| Carrera | Carrera         | 2005  | 2006  | 2007 | 2008 | 2009 | 2010 | 2011  | 2012  | 2013  | 2014  | 2015  | 2016  | 2017  | 2018 | 2019 |
| ------- | --------------- | ----- | ----- | ---- | ---- | ---- | ---- | ----- | ----- | ----- | ----- | ----- | ----- | ----- | ---- | ---- |
|         | Giro de Italia  | —     | 149.º | Ab.  | —    | Ab.  | —    | —     | —     | —     | —     | —     | —     | —     | —    | —    |
|         | Tour de Francia | —     | —     | —    | —    | —    | —    | 158.º | 139.º | 158.º | 128.º | 137.º | 158.º | 134.º | —    | —    |
|         | Vuelta a España | 127.º | —     | —    | —    | —    | —    | —     | —     | —     | —     | —     | —     | —     | —    | —    |

—: no participa

Ab.: abandono